# ТЕС Леїні
ТЕС Леїні — теплова електростанція на північному заході Італії у регіоні П'ємонт, метрополійне місто Турин. Споруджена з використанням технології комбінованого парогазового циклу.
Введена в експлуатацію у 2007 році, станція має один блок номінальною потужністю 385 МВт. У ньому встановлена одна газова турбіна потужністю 265 МВт, яка через котел-утилізатор живить одну парову турбіну з показником 128,5 МВт. Загальна паливна ефективність при виробництві електроенергії становить 56 %. Крім того, станція постачає до 170 МВт теплової потужності для системи центрального опалення міста Турин.
Як паливо ТЕС споживає природний газ.
Зв'язок з енергомережею відбувається по ЛЕП, розрахованій на роботу із напругою 380 кВ.